# Antiplecta triangularis
Antiplecta triangularis är en fjärilsart som beskrevs av W. Warren 1906. Antiplecta triangularis ingår i släktet Antiplecta och familjen Uraniidae. Inga underarter finns listade i Catalogue of Life.